# Vicente Piera
Vicente Piera Pañella, né le 11 juin 1903 à Barcelone (Catalogne, Espagne) et mort dans la même ville le 14 juin 1960, est un footballeur international espagnol qui jouait au poste d'ailier droit avec le FC Barcelone.

## Biographie

### Clubs

Le FC Barcelone, vainqueur de la Coupe d'Espagne de 1928. Debout : Forns (entr.), Mas, Castillo, Llorens, Walter, Guzmán, Carulla et Platko. Assis : Piera, Sastre, Samitier, Arocha et Sagi.

Surnommé La Bruja ("La Sorcière"), Vicente Piera est originaire du quartier barcelonais de Les Corts. Il commence à jouer au football au CE Sants. Il joue ensuite au FC Barcelone entre 1920 et 1933 où il est considéré comme un des meilleurs attaquants de cette époque. Il joue 395 matchs et marque 123 buts avec Barcelone.
En 1929, il remporte avec Barcelone le premier championnat d'Espagne.

### Équipe nationale
Vicente Piera participe aux Jeux olympiques d'été de 1924 avec l'Espagne, disputant un match contre l'Italie. Il joue en tout 15 matchs en équipe d'Espagne, marquant 2 buts.

## Palmarès
- Champion d'Espagne en 1929 avec le FC Barcelone
- Vainqueur de la Coupe d'Espagne en 1922, 1925, 1926 et 1928 avec le FC Barcelone
- Vainqueur de la Coupe de Catalogne en 1921, 1922, 1924, 1925, 1926, 1927, 1928, 1930, 1931 et 1932 avec le FC Barcelone